# Keuschenhof

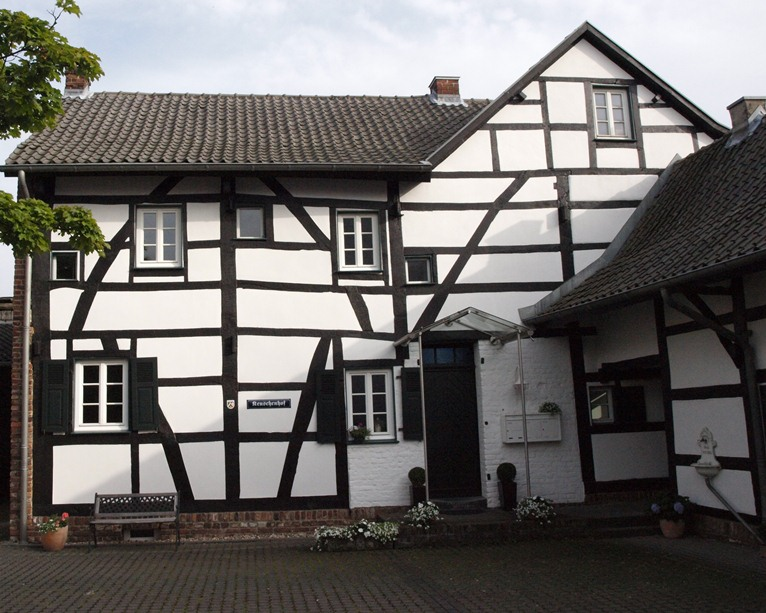
Keuschenhof

Der Keuschenhof ist ein Fachwerkbau in Kerpen-Sindorf. Der ehemalige Bauernhof dient heute als Bürogebäude.

## Lage und Umgebung
Der Keuschenhof befindet sich im Stadtteil Sindorf von Kerpen im Rhein-Erft-Kreis (Nordrhein-Westfalen). Er liegt ortsbildprägend an der Heppendorfer Straße in der Nähe des Ortsausgangs in Richtung Ahe. Die Bezeichnung „Keuschenhof“ ist eng verwandt mit der alten Ortslage „Keuscheneng“, nach der das nahegelegene Neubaugebiet „Keuschenend“ benannt wurde.

## Architektur
Es handelt sich um einen Dreiflügelhof des frühen 18. Jahrhunderts in Fachwerkbauweise.
Zur Straßenseite steht traufständig ein Flügel mit dem Tor und der seitlichen, im Sturz original beschrifteten Schlupftür. Das Hauptgebäude ist ein traufständiger, zweigeschossiger, in vier Achsen aufgeteilter alter Wohnbau, der einem barocken Gebäude vorgeblendet wurde. Dieses barocke Gebäude ist als Fachwerkbau traufständig zur Hofseite in drei Achsen aufgeteilt. Das Gebäude ist zweigeschossig und hat von der Hofseite aus einen Eingang in den Herdraum.
Im Erdgeschoss wie auch im Obergeschoss sind die Kölner Balkendecken erhalten geblieben. Im Herdraum ist ein mächtiger Unterzug, der offene Kamin ist nicht mehr erhalten, wohl aber die dicke, vorgemauerte Kaminwand. Eine Spindeltreppe führt zum Obergeschoss.
Der Keller ist eine quer zur Längsrichtung des Hauses gelagerte Tonne. Im Obergeschoss befinden sich teilweise breite, axtbehauene Dielenböden. Der Dachstuhl ist noch original, Tonhohlpfannen sind mit Strohpuppen unterlegt. 
Den Hofabschluss bildete nach hinten ein vom Wohngebäude losgelöster Scheunenbau aus Fachwerk, der in seiner Konstruktion möglicherweise noch älter war als das Wohnhaus und zum Teil überputzt war. Dieser Bau ist nicht mehr erhalten.
Sämtliche drei Bauflügel waren zusammengehörig und stellen die älteste geschlossene, dreiflügelige Hofanlage dar, die sich in Sindorf in ursprünglicher Gestaltgebung bewahren konnte.

## Konstruktion
Es handelt sich um einen Fachwerkbau aus Eichenholz. Die ursprünglichen Gefache aus Lehmstaken sind heute ausgemauert und verputzt. Auch im Innenbereich ist teilweise Fachwerk sichtbar. Auf drei Seiten ist das Gebäude mit Backstein ummauert.

## Entstehungsgeschichte
Eine Inschrift in der Schlupftür verweist auf das Jahr 1716 als Baujahr.

## Geschichte des Gebäudes
Hinsichtlich der ursprünglichen Nutzung gibt es mehrere Legenden. So wird aufgrund des Namens eine klösterliche Nutzung oder die frühere Existenz einer Armenküche vermutet. Eine ursprünglich bäuerliche Nutzung ist angesichts der Bauweise als Dreiflügelhof anzunehmen.
Im Laufe der Jahrhunderte wurde das ursprüngliche Fachwerkhaus mit Backsteinen erweitert und teilweise ummauert sowie das verbleibende Fachwerk des Hauptgebäudes zur Hofseite verputzt. In der zweiten Hälfte des 20. Jahrhunderts diente der Keuschenhof als Wohngebäude. Zur Hofaußenseite war das Gebäude in dieser Zeit mit Rabitz überspannt und verputzt worden.  
Im Jahr 1995 wurde der Keuschenhof unter Denkmalschutz gestellt. In den späten 1990er Jahren wurde er restauriert und das Fachwerk wieder freigelegt. Seitdem dient der Keuschenhof als Bürogebäude. Zu dieser Zeit wurde die Scheune abgerissen und an dieser Stelle ein Wohngebäude errichtet. 
In den Jahren 2012–2013 wurden Maßnahmen zur Barrierefreiheit sowie erneute Restaurierungsarbeiten durchgeführt. 